# The Sims 3: Domácí mazlíčci
The Sims 3: Domácí mazlíčci (anglicky The Sims 3: Pets) je pátý datadisk ke hře The Sims 3, který vyšel dne 21. října 2011 (v USA 18. října 2011). The Sims 3: Domácí mazlíčci jsou pokračovatelem dodatků The Sims 2 Mazlíčci (Pets) a The Sims Unleashed. Hlavním obsahem datadisku je přidání mazlíčků. Nové hudební žánry ve hře: country, R&B a songwriter. Ve městě lze vidět jezdit zmrzlinářský vůz, který prodává zmrzlinu. Simík může mít nově také tyto vlastnosti:
- Koňák (rozpor s Milovník koček, Milovník psů, Milovník zvířat)
- Milovník koček (rozpor s Koňák, Milovník psů, Milovník zvířat)
- Milovník psů (rozpor s Koňák, Milovník koček, Milovník zvířat)
- Milovník zvířat (rozpor s Koňák, Milovník koček, Milovník psů)

## Mazlíčci
Do hry jsou přidáni po vzoru The Sims 2 a The Sims psi a kočky, nově také koně. Mazlíčci mají 3 stádia života: mládě, dospělý a starý. Lze je naučit novým dovednostem. Při vytváření mazlíčka může hráč vybrat jakýkoliv detail jakékoliv části těla. Mazlíčci mají, jako simíci, svá přání a životní odměny, mohou milovat, být milování, reprodukovat se a vytvářet tedy rodinné stromy, takže zde fungují zákony dědičnosti a simíci mohou zdokonalovat své kuchařské dovednosti tím, že budou vařit mazlíčkům delikátní jídla. Mohou mít různé vlastnosti (pořádní, bojácní, loajální, hrdý, hravý apod.).

### Psi
- Psi se mohou naučit lovit, stopovat a hledat minerály, nerosty a kovy.
- Ve hře je k dispozici přes 70 plemen velkých psů a přes 40 plemen psů malých.
- Pes může sloužit jako alarm proti zlodějům. Pes bude honit zloděje, dokud ho nechytí a nepřijede policie.
- Psa může hráč plně ovládat.

### Kočky
- Kočky mohou lovit a hledat to samé, co psi.
- Ve hře je k dispozici přes 40 plemen koček.
- Kočky je možno nastavit podle mnoha vlastností, může být lenivá, aktivní, destruktivní (likviduje nábytek) a nedestruktivní, hravá apod.
- Kočku může hráč plně ovládat.

### Koně
- Nové zvíře, které se nevyskytuje v předešlých verzích (pouze jako doplněk hry).
- Je k dispozici přes 30 plemen koní.
- Může mít určité vlastnosti.
- Může se spřátelit jak se simíkem, tak se psy a kočkami.
- Může se účastnit různých soutěží.
- Koně je možno plně ovládat.

## Malí mazlíčci
Malí mazlíčci jsou NPC mazlíčci a simíci mají možnost interakce s nimi. Důležité je mazlíčky krmit, jinak zemřou. Dále si s nimi hráč může i hrát. Z The Sims 2, který taktéž přidává mazlíčky známe pouze papouška ve voliéře a křečka v teráriu.
V tomto datadisku je možné přidání mnoha druhů zvířat do terárií a voliér. Zvířata se mohou přidávat do těchto terárií a voliér:
- Terárium pro drobné savce (činčila, ježek, veverka, krysa, rejsek, potkan a chipmunk)
- Terárium pro hady (krajta, užovka, korálovka a další hadi)
- Terárium pro želvy (mnoho druhů želv)
- Terárium pro ještěrky (leguán, varan, chameleon, ještěrka, gekon a další)
- Ptačí voliéra (ara, kakadu, vrána, sokol, kardinál, pěnkava, brhlík lesní, papoušek, holub, sova a další ptáci)

## Další zvířata
- Jednorožec – jednorožce je možné mít, pokud na se na mapu podíváte ve 20:00 či později. Jednorožce označuje duhový obláček. Ne vždy se objeví – na poprvé se to většinou nepovede. Jednorožec se může stát členem simíkovské rodiny, jen tehdy, když se stane nejlepším přítelem jednoho ze simíků. Simík s ním nejprve začne navazovat vztah tím, že ho bude pozorovat z dálky (aby ho nevystrašil). Jakmile je jednorožec členem rodiny, může být plně ovládán. Umí, na rozdíl od koně, i kouzlit.
- Jelen – jelena je možno potkat taktéž v přírodě.
- Mýval – mývala je možno potkat u popelnic.

## Appaloosa Plains
V českém překladu Appaloonské pláně je nové sousedství, které je přizpůsobené k mazlíčkům. Jsou zde jízdárny a parky pro psy a kočky. Sousedství je ve farmářském stylu. Můžete zde potkat pobíhající stádo divokých koní.